# Стивенс, Лоуренс
Лоуренс Стивенс (англ. Lawrence Stevens; 25 февраля 1913 — 17 августа 1989) — южноафриканский профессиональный боксёр. Чемпион летних Олимпийских игр 1932 года по боксу в лёгком весе. Серебряный призёр Игр Британской империи 1930 года в полулёгком весе.

## Биография
Родители Стивенса были родом из Корнуолла (Англия). Он начал заниматься боксом в Twist Street School, а затем присоединился к клубу Джо Гортона, где также тренировались Кларенс Уокер и Уильям Смит. Свой первый любительский титул в полулёгком весе Стивенс выиграл в 17 лет. В том же году он представлял ЮАС на Играх Британской империи в Гамильтоне, которые принесли ему серебряную медаль.
На Летних Олимпийских играх в Лос-Анджелесе Стивенс победил филиппинца Жозе Падилья в отборочном турнире, немца Франца Катца в четвертьфинале, итальянца Марио Бьянкини в полуфинале и шведа Туре Алквиста в финале, став чемпионом в своей весовой категории.
По возвращении домой он решил заняться боксом профессионально. Вместе с другим чемпионом Олимпиады по боксу Дэвидом Карстенсом, они устроили серию показательных матчей по всей стране, чтобы материально помочь Дженни Маакал, завоевавшей на Олимпиаде бронзу в плавании.
В качестве профессионального боксёра он дебютировал 3 декабря 1932 года против Гарольда Смита. Стивенс выиграл этот и следующие 20 поединков, включая бой с Джеком «Кид» Бергом. Выиграв в нём по очкам за 12 раундов, он получил титул чемпиона Британской империи в легком весе, который удерживал за собой до конца карьеры.
Своё первое поражение боксёр потерпел в январе 1937 года в матче с американцем Пити Сарроном. Травмы полученные в этом поединке и состоявшимся в ноябре 1934 с итальянцем Альдо Спольди сказались на его здоровье, однако в последующие 10 лет он провёл ещё 17 боёв.
Почти все поединки Стивенса проходили в ЮАР, за исключением встреч с Джеком Хобсоном в Roan Mine Club (Замбия) в ноябре 1937 и Диком Леверсом в RASC Depot (Египет) в январе 1945. В июле 1946 года он второй раз проиграл бой, будучи нокаутированным Эриком Буном в третьем раунде.
Затем должен был состояться поединок с англичанином Бобом Ремси, но у Стивенса начались головные боли и участились провалы в памяти, что заставило его бросить карьеру.
Лоуренс Стивенс скончался в августе 1989 года.